# Монтроз (город)

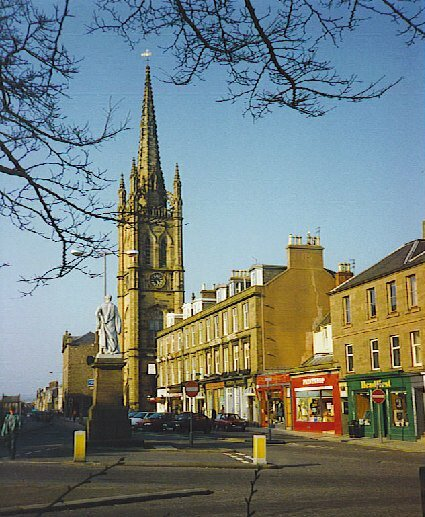
Кафедральный собор Монтроза

Монтро́з (англ. Montrose, гэльск. Monadh Rois, скотс Montrose) — город и морской порт в округе Ангус, на востоке Шотландии. Расположен в 35 км к северо-востоку от центра округа — Форфар.

## География
Монтроз расположен на восточном побережье Шотландии, на берегу Северного моря, в графстве Ангус. Численность населения на 2016 год равнялась 12 060 человек. Расстояние до Эдинбурга составляет 95 километров, до Лондона — 597 километров.

## История
Город вырос из небольшого норвежского поселения, появившегося в раннем средневековье в районе нынешнего порта. Само название Монтроз по-видимому происходит от Mouth Hrossay, местечка в устье реки Эск близ Росси Айленд. Город впервые письменно упоминается во времена короля Шотландии Давида I.
В прошлом основной доход жителям города приносило рыболовство. В настоящее время гавань Монтроза служит преимущественно нуждам компаний, осуществляющих добычу нефти и газа в Северном море.